# S. Teddy Darmawan
S. Teddy Darmawan (oficjalnie: Stevanus Tedy Darmawan, znany także jako S. Teddy D., S. Tedy Darmawan; ur. 1970 w Padangu, zm. 27 maja 2016 w Semarang) – indonezyjski artysta sztuk współczesnych, malarz oraz performer. Jest uznawany za jednego z najważniejszych artystów współczesnych Indonezji.
W latach 1990–1992 studiował w Institut Seni Indonesia w Surakarcie, a następnie przeniósł się do ISI Yogyakarta, który ukończył w 1997 roku. W 2000 roku przebywał na rezydencji w Ludwig Forum für Internationale Kunst w Akwizgranie, a w 2011 roku na Australian National University w Canberze.
Na stałe mieszkał w Yogyakarcie. W swoim domu stworzył studio Art Merdeka, w którym spotykali się indonezyjscy artyści i aktywiści. Jest tam zlokalizowany ogólnodostępny warsztat pracy dla artystów, biblioteka oraz szereg prac artystów indonezyjskich.
Zmarł 27 maja 2016 r. w Semarang w wyniku długotrwałej i wyniszczającej choroby.

## Wybrane wystawy indywidualne
- 2015 ICU, Embun Art Space, Medan
- 2015 Flag Project, Equator Art Gallery, Singapur
- 2014 Never Raise The White Flag, Equator Art Project, Gilman Barack, Singapur
- 2013 Jalan Gambar, Komunitas Salihara, Dżakarta
- 2012 Reposisi: Art Merdeka, Gallery 1, LaSalle College of the Arts, Singapur
- 2011 Mindscape, Kendra Gallery, Bali, Indonezja
- 2011 Mendonge & Destruction, Wallworks Galerie, Paryż
- 2011 Reposisi: Art Merdeka, Langgeng Art Foundation, Yogyakarta
- 2011 Sandiwara, Galeri Langgeng, JAD, Grandd Indonesia, Dżakarta
- 2010 Sandiwara, Sin Sin Fine Art, Hongkong
- 2010 WAR, Art Gallerie, Dżakarta
- 2009 Love Tank, National Museum of Singapore, Singapur
- 2009 I Want To Be Your Nest, Emmitan CA Gallery, Surabaja
- 2008 Meditation of Peanut, CIGE Beijing, Pekin
- 2007 PICTURA – Nadi Gallery, Dżakarta
- 2001 Metallic shit – Cemeti Art House, Yogyakarta
- 2000 Solo Exhibition – Essence Art Gallery, Dżakarta
- 1999 Gambarsari – Kedai Kebun, Yogyakarta
- 1998 House – Cemeti Contemporary Art Gallery, Yogyakarta
- 1996 Cemeti Contemporary Art Gallery, Yogyakarta

## Wybrane wystawy zbiorowe
- 2015 Matja har lah NU, National Museum, Yogyakarta
- 2015 Bitter and Sweet, Cemeti Art House, Yogyakarta
- 2014 Memajang Boleh Saja Asal Ada Artinya, Forum Cebalang Ceblung, Balai Keseharian dan Pemajangan, Yogyakarta
- 2014 Exposure, SinSin Art Space, Hongkong
- 2014 Redraw, Edwin Galerry, Dżakarta
- 2013 REACH, Art Basel Hong Kong, Sin Sin Fine Art, Hongkong
- 2013 Indonesian Pavillion, Art Stage 2013, Marina Bay Sands, Singapur
- 2012 p(l)e(i)sure principle, DNA Projects, Sydney
- 2012 Recent Paperworks from Indonesia, Gajah Gallery, Singapur
- 2012 Design, Art – Renegotiating Boundaries, Lawangwangi Art & Science Estate, Bandung
- 2012 Duchampiana, Equator Art Projects, Gillman Barracks, Singapur
- 2012 The Legends of Jogja, Primae Noctis Art Gallery, Lugano
- 2012 Earthly Evocations: Indonesian Art Now, Sin Sin Fine Art, Hongkong
- 2012 ART l JOG l 12, Taman Budya Yogyakarta, Yogyakarta
- 2012 Celebrate the Inspiring Eternal Discovery of Art with Martel, Hotel Melia, Dżakarta
- 2011 Locafore, Bale Pare, Kota Baru Parahyuangan, Bandung
- 2011 Tribute to Nurcholis, Taman Budaya Yogyakarta, Yogyakarta
- 2011 ART l JOG l 11, Taman Budya Yogyakarta, Yogyakarta
- 2011 Ekpansi, Galerie Nasional, Dżakarta
- 2011 Beyond the self: Contemporary Portraiture From Asia, National Portrait Gallery, Canberra
- 2011 Homo Luden #2, Emmitan CA Gallery, Surabaja
- 2011 motion & Reflection: Indonesia Art & Monitoring, National Gallery of Indonesia, Dżakarta
- 2011 Sin City: E{art}h Project #1, National Gallery of Indonesia, Dżakarta
- 2011 The Alleys of a City Named Jogya, Primo Marella Gallery, Mediolan
- 2011 Jakarta Contemporary, Ciputra Marketing Gallery, Dżakarta
- 2010 Indonesian Contemporary Art, Pekin
- 2010 The Collections, Kendra Gallery, Seminyak, Bali, Indonezja
- 2010 ART l JOG l 10, Taman Budya Yogyakarta, Yogyakarta
- 2010 Power Wagon, Jogja National Museum, Yogyakarta
- 2010 Soccer Fever, Galerie Canna, Dżakarta
- 2010 Rehorny, Jogja National Museum, Yogyakarta
- 2010 Pseudo Agony, Elcanna Fine Art, Dżakarta
- 2010 Art Amsterdam, RAI Exhibition Center, Amsterdam
- 2010 PERCAKAPAN MASA, Galeri Nasional, Dżakarta
- 2010 Masih Ada Gus Dur, Langgeng Gallery, Magelang, Indonezja
- 2010 Watercolor, Syang Art Space, Magelang, Indonezja
- 2010 Post Psychedelia, Selasar Sunaryo Art Space, Bandung
- 2010 Oasis To Be, maha Art Gallery, Bali, Indonezja
- 2010 Transubstansiation, Kendra Gallery, Bali, Indonezja
- 2009 from 2D to 3D, Sin Sin Fine Art, Hongkong
- 2009 Emotional Drawing, Drawing Centre at Seoul Olimpic Museum of Art, Seul
- 2009 Friendship Code Syang Gallery, Magelang, Indonezja
- 2009 Re-Form Jogja Nasional Museum, Langgeng Gallery, Yogyakarta
- 2008 Contemporary Art, Apaan Tuh?, HeArt Space, Affandi Museum, Yogyakarta
- 2008 The Front Line, Kendra Gallery, Bali, Indonezja
- 2008 Re-Form, Langgeng Art Project, Yogyakarta
- 2008 ISI Highlight, Indonesian Art Institute, Yogyakarta
- 2008 Family Life, Taman Budaya Yogyakarta, Yogyakarta
- 2008 Expose #1 – A Presentation of Indonesian Contemporary Art by Deutsche Bank & Nadi Gallery, Four Season Hotel, Dżakarta
- 2008 Manifesto, The National Gallery of Indonesia, Dżakarta
- 2008 Tribes, Sin Sin Fine Art, Hongkong
- 2008 Indonesian Invasion, Sin Sin Fine Art, Hongkong
- 2008 Strategies Towards The Real S. Sudjojono, Contemporary Indonesia Art, NUS Museum, Singapur
- 2007 Anti Aging – Gaya Fusion Art Space, Bali, Indonezja
- 2007 Book Aid Ivaa – Nadi Gallery, Dżakarta
- 2007 Thermocline of Art – New Asian Waves, Karlsruhe
- 2007 Imagined Affandi – Gedung Arsip, Dżakarta
- 2007 Fetish – Biasa Art Space, Bali, Indonezja
- 2006 DRAW – Museum dan Tanah Liat, Yogyakarta
- 2006 Signed & Dated – Valetine Wilie Fine Art, Kuala Lumpur
- 2006 DRAW – Biasa Art Space, Bali, Indonezja
- 2006 Gelar Akbar – Taman Budaya, Surabaja
- 2005 Expanded Sculpture – CP Artspace, Dżakarta
- 2005 Culturen in Contact II – Museum Het Oude Raadhuis, Urk, Holandia
- 2004 Object(ify) – Gallery Nadi, Dżakarta
- 2004 Multi Sub-Culture, Two Dimensional Indonesian Fine Art, Berlin
- 2003 Borobudur Agitatif – Langgeng Gallery, Magelang, Indonezja
- 2003 Interpellation – Cp Open Biennale, Dżakarta
- 2002 Under Construction – Japan Foundation, Tokio
- 2001 Osaka Trienalle – Osaka Culture Foundation, Osaka
- 2001 Not I, am I – Circle Point Gallery, Waszyngton
- 2000 AWAS! Recent Art from Indonesia – Australia, Japan & The Netherlands, Yogyakarta
- 1999 Biennale VI Yogyakarta – Purna Budaya, Yogyakarta
- 1995 The 7th Yogyakarta Art Festival – Benteng Vredeburg, Yogyakarta
- 1992 Sapu Lidi – Taman Budaya Jawa Tengah, Surakarta

## Performance
- 2010 Happening Art Transustansiation, Kendra Gallery, Bali, Indonezja
- 2009 Happening Art Hi June Exhibition, wraz z Pitri i Emilia Javanica, Taman Budaya Yogyakarta, Yogyakarta
- 2003 Sorak Sorai Identitas, Langgeng Gallery, Magelang, Indonezja
- 1998 wraz z Bob Sick Yudhita i Yustoni Volunteero, grupa punkowa Steak Daging Kacang Ijo
- 1997 Berbicara Dengan Aquarium, wraz z Yustoni Volunteero, Indonesia Institute of Art (ISI), Yogyakarta
- 1996 Land Art at Sumba Beach, wraz z Sony Rajah i Rita Oerters, Sumba
- 1993 Street Art on Human Rights Day – 10 December, wraz z Yustoni Volunteero, Malioboro, Yogyakarta

## Inne projekty artystyczne
- 2005 Film Opera Jawa, reż. Garin Nugroho, instalacja, Yogyakarta
- 2005 Forest Art Festival, Randublatung, Blora, Jawa
- 2005 Kedai Kebun Forum, Yogyakarta
- 2005 Festival Mata Air, Salatiga, Central Java
- 2003 Gedebook (Get The Book) aktywizacja lokalnych dzieci, artystów, aktywistów i nauczycieli w rejonie Yogyakarta-Gamping
- 2003 Fussion Strength, wspólny projekt artystów z Indonezji i Singapuru w Benda Gallery, Yogyakarta
- 2002 Sama-sama, mural, Layang Bridge, Lempuyangan, Yogyakarta

## Nagrody
- 2001 Twelve Choise Lucky Strike Young Talented, Dżakarta
- 2000 The Best Five Finalist Philip Moris Indonesian Art Awards